# Аралбай (Росія)
Аралба́й (рос. Аралбай, башк. Аралбай) — присілок у складі Кугарчинського району Башкортостану, Росія. Входить до складу Заріченської сільської ради.
Населення — 109 осіб (2010; 105 в 2002).
Національний склад:
- башкири — 98%